# Hermann Minkowski
Pour les articles homonymes, voir Minkowski.
Hermann Minkowski, né à Aleksotas (alors en Russie, dans le Gouvernement de Suwałki, et aujourd'hui en Lituanie) le 22 juin 1864 et mort à Göttingen le 12 janvier 1909, est un mathématicien et un physicien théoricien allemand.

## Biographie
Hermann Minkowski naît le 22 juin 1864 à Aleksotas, un faubourg de la ville lituanienne de Kaunas, dans une famille juive. Il est le quatrième des cinq enfants de Lewin Minkowski et de son épouse Rachel, née Taubmann. En 1872, les Minkowski quittent Aleksotas pour Königsberg. Minkowski y passe le reste de son enfance. Il fait des études secondaires au lycée de la vieille ville de Königsberg où il se fait remarquer par ses résultats en mathématiques.
Hermann Minkowski étudie aux universités de Berlin et de Königsberg. Il présente un mémoire sur la « décomposition des nombres entiers en somme de cinq carrés », sujet proposé pour le Grand Prix de l'Académie des sciences de Paris de 1882 et gagne ce dernier (ainsi que Henry John Stephen Smith qui décède avant d’avoir pu recevoir le prix). Il obtient son doctorat en 1885. Il enseigne dans de nombreuses universités notamment à Bonn, à Königsberg ou à l'École polytechnique fédérale de Zurich. Albert Einstein est l’un de ses élèves à Zurich.
À Göttingen, il suit des cours de mathématiques de David Hilbert. Il participe à un congrès sur la théorie de l'électron en 1905 et apprend les derniers résultats et les dernières théories en électrodynamique.
En 1907, Minkowski se rend compte que le travail de Hendrik Lorentz et Einstein pourrait être mieux compris dans un espace plat, déjà introduit par Henri Poincaré en 1905, et doté d'une pseudo-métrique. Il étudie donc l'espace et le temps, que l'on avait l'habitude de dissocier, pour finalement les réunir en un « continuum espace-temps » à 4 dimensions. Ce continuum espace-temps, maintenant appelé espace de Minkowski, est la base de tous les travaux sur la théorie de la relativité. Ces idées ont été utilisées par Einstein pour développer la théorie de la relativité générale.
Un des travaux les plus originaux de Minkowski est sa Géométrie des nombres. Cette approche est liée à des questions sur le gain de place, ou comment faire rentrer une forme donnée à l'intérieur d'une autre forme donnée. Le théorème de Minkowski est un exemple de démarche de cette nature. Il est utilisé pour démontrer le caractère fini du groupe des classes d'idéaux de l'anneau des entiers algébriques d'un corps de nombres de degré fini, ou encore pour élucider la structure du groupe des unités de cet anneau.
Minkowski meurt subitement à Göttingen le 12 janvier 1909, à l'âge de 44 ans, d'une rupture de l'appendice.

## Publications
- (de) Die Grundgleichungen für die elektromagnetischen Vorgänge in bewegten Körpern. Académie des sciences de Göttingen, mathematisch–physikalische Klasse, Nachrichten, 1908 : 53–111, traduction française par Paul Langevin, Les Équations fondamentales des phénomènes électromagnétiques dans les corps en mouvement, 1908.
- (de) Raum und Zeit. (Cours présenté devant la Versammlung Deutscher Naturforscher und Ärzte, Cologne, 21 septembre 1908) dans Physikalische Zeitschrift 10 (1909) p. 75–88. Réimprimé par Blumenthal en 1913. Traduction anglaise Space and time. Traduction française : Hermann Minkowski, « Espace et temps », Annales scientifiques de l'École Normale Supérieure, 3e série, vol. 26,‎ 1909, p. 499-517 (DOI 10.24033/asens.613, lire en ligne).
- (de) « Publications de et sur Hermann Minkowski », dans le catalogue en ligne de la Bibliothèque nationale allemande (DNB).

## Hommages
Un cratère lunaire porte le nom de Minkowski et (12493) Minkowski, un astéroïde de la ceinture principale, est aussi nommé en son honneur.